# Disperis lanceana
Disperis lanceana är en orkidéart som beskrevs av Joseph Marie Henry Alfred Perrier de la Bâthie. Disperis lanceana ingår i släktet Disperis och familjen orkidéer. Inga underarter finns listade i Catalogue of Life.